# Jan Theuninck
Jan Theuninck, född 7 juni 1954 i Zonnebeke, Belgien, är en belgisk målare och poet.